# Arctosa khudiensis
Arctosa khudiensis là một loài nhện trong họ Lycosidae.
Loài này thuộc chi Arctosa. Arctosa khudiensis được Sinha miêu tả năm 1951.